# أغسطس يونغ
أغسطس يونغ (بالإنجليزية: Augustus Young)‏ هو محامي وقاضي وسياسي أمريكي، ولد في 20 مارس 1784 في أرلينغتون في الولايات المتحدة، وتوفي في 17 يونيو 1857 في الولايات المتحدة. حزبياً، نشط في حزب اليمين. وقد انتخب عضو مجلس ولاية فيرمونت (1836 – 1838) وانتخب عضو مجلس نواب فيرمونت وانتخب عضو مجلس النواب الأمريكي عن دائرة Vermont's 4th congressional district ‏ (4 مارس 1841 – 3 مارس 1843).